# Alcicla
A Alcicla Indústria e Comércio é uma indústria brasileira de alumínio reciclado, considerada a maior da América Latina.
Com sede no Rio de Janeiro e unidades produtivas instaladas na Cidade Industrial de Contagem, no estado de Minas Gerais, em uma área total de 50 mil m², a Alcicla tem a capacidade de reciclagem de 72 mil toneladas de alumínio por ano.
Fundada em novembro de 1999, a partir da associação de empresários do ramo da reciclagem, a Alcicla tinha o objetivo prover o setor siderúrgico e de autopeças com ligas produzidas a partir da sucata de alumínio. Já no mesmo ano, a empresa passou a fornecer a seus clientes o alumínio em estado líquido para a aplicação direta nos processos industriais, uma grande evolução para o setor.
No ano de 2007, a Alcicla fez uma parceria com o Grupo Metalnet, uma grande rede de fornecedores de metais e uma das principais fornecedoras da Alcicla no Brasil, surgindo assim a Alcicla Venezuela, situada na cidade de Valência no Estado de Carabobo na Venezuela em uma área total de 50 mil m² e com capacidade de reciclagem de 36 mil toneladas de alumínio por ano.

## Reciclagem e meio ambiente
Reciclar é uma maneira de preservar os recursos naturais e melhorar as relações da sociedade com o meio ambiente, sem comprometer o desenvolvimento econômico e social. O uso racional de recursos naturais e redução do consumo de energia elétrica e de resíduos enviado aos aterros sanitários são algumas das vantagens da reciclagem. Além disso, o processo gera renda permanente para milhares de famílias envolvidas na coleta de materiais.
A reciclagem do alumínio é um bom exemplo dessas vantagens. O material pode ser reaproveitado infinitas vezes, sem perder suas características. O processo consome apenas 5% da energia gasta na produção do alumínio primário, obtido a partir da bauxita. Além disso, produzir um quilo de alumínio reciclado significa poupar cinco quilos de bauxita.
O Brasil é o campeão mundial de reciclagem de latinhas de alumínio: 96,2% da produção nacional de latas é reciclada no país. Esse volume supera o de países desenvolvidos, como verificado no Japão (86%) e nos Estados Unidos (51,4%).